# 云中路街道 (忻州市)
云中路街道，原为播明镇，是中华人民共和国山西省忻州市忻府区下辖的一个乡镇级行政单位。2020年6月20日，经省政府批准撤镇设街道。

## 行政区划
云中路街道辖以下地区：
开发区社区、后播明村、前播明村、西播明村、二十里铺村、小檀村、大檀村、阳村、符村、卢家窑村、南太平村、北太平村、吕令村和永茂庄村。